# Roštění
Roštění je obec v okrese Kroměříž ve Zlínském kraji. Leží na rozhraní Hané a Valašska, sedm kilometrů od města Holešov. Žije zde 670 obyvatel.

## Název
Původ jména vesnice nemá uspokojivé vysvětlení (možnosti spojení se slovesem roztieti - "rozetnout" brání skutečnost, že jeho trpné příčestí končilo na -ťat, nikoli -těn).

## Historie
První písemná zmínka o obci pochází z roku 1351 (Rostienie).

## Obyvatelstvo

### Struktura
Vývoj počtu obyvatel za celou obec i za jeho jednotlivé části uvádí tabulka níže, ve které se zobrazuje i příslušnost jednotlivých částí k obci či následné odtržení.
| Místní části   | Místní části | 1869 | 1880 | 1890 | 1900 | 1910 | 1921 | 1930 | 1950 | 1961 | 1970 | 1980 | 1991 | 2001 | 2011 | 2021 |
| -------------- | ------------ | ---- | ---- | ---- | ---- | ---- | ---- | ---- | ---- | ---- | ---- | ---- | ---- | ---- | ---- | ---- |
| Počet obyvatel | část Roštění | 749  | 798  | 880  | 920  | 923  | 925  | 942  | 788  | 798  | 785  | 770  | 717  | 708  | 691  | 643  |
| Počet domů     | část Roštění | 137  | 138  | 138  | 142  | 143  | 144  | 155  | 172  | 178  | 183  | 202  | 221  | 225  | 233  | 243  |

## Obecní správa

### Obecní symboly
Znak a vlajka byly obci uděleny rozhodnutím předsedy Poslanecké sněmovny Parlamentu České republiky dne 27. dubna 1999.

## Pamětihodnosti
- Kostel svatého Floriána
- Kamenný kříž
- Pomník 22 padlým vojínům
- Pomník obětem druhé světové války

## Významní rodáci
- Metoděj Řihák (1885–1934) – římskokatolický kněz
- Louis Topič (1905–1980) – český tanečník, vydavatel, hudební kritik, publicista a sběratel hudebnin

## Fotogalerie

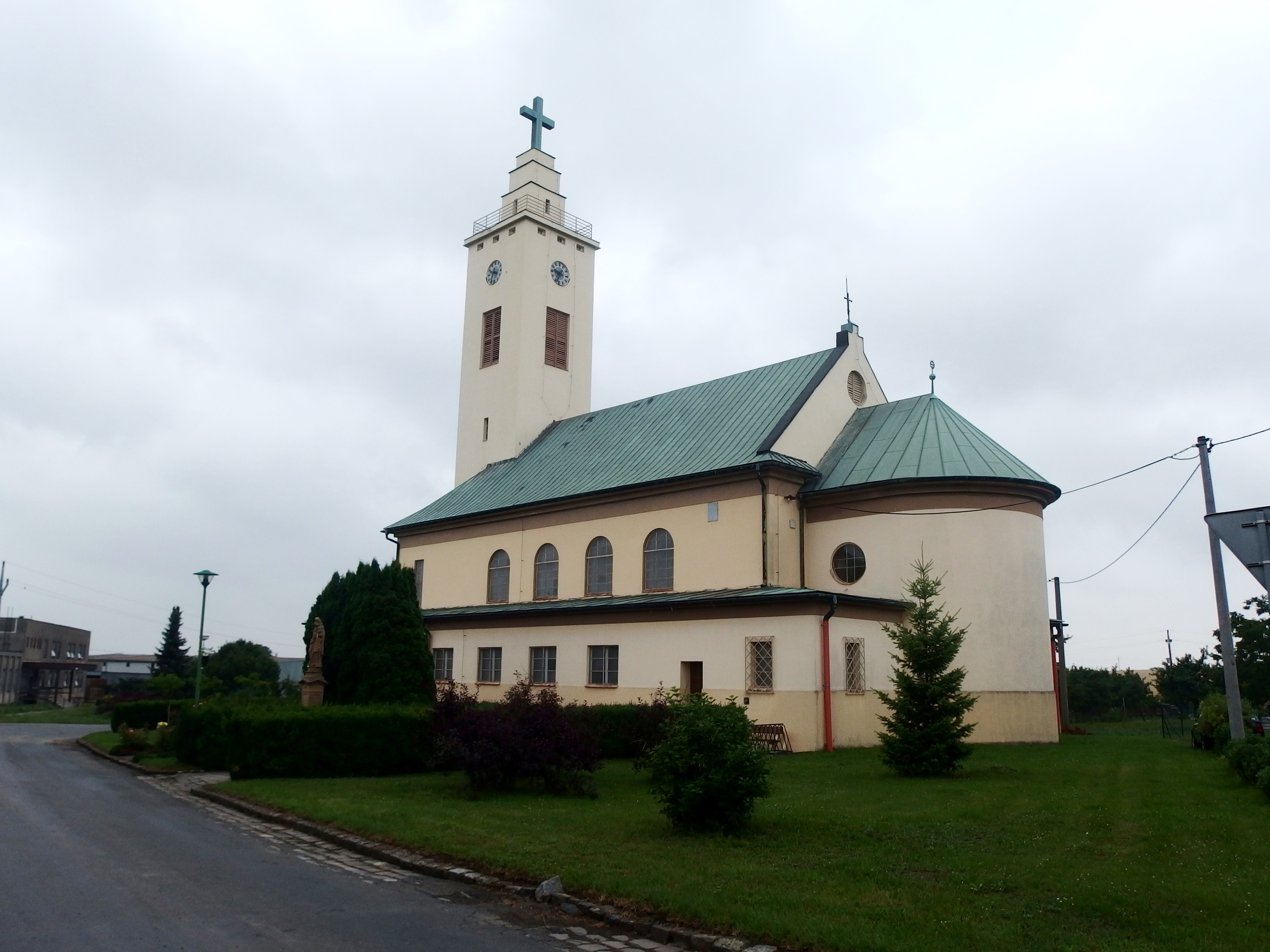
Kostel svatého Floriána z roku 1932
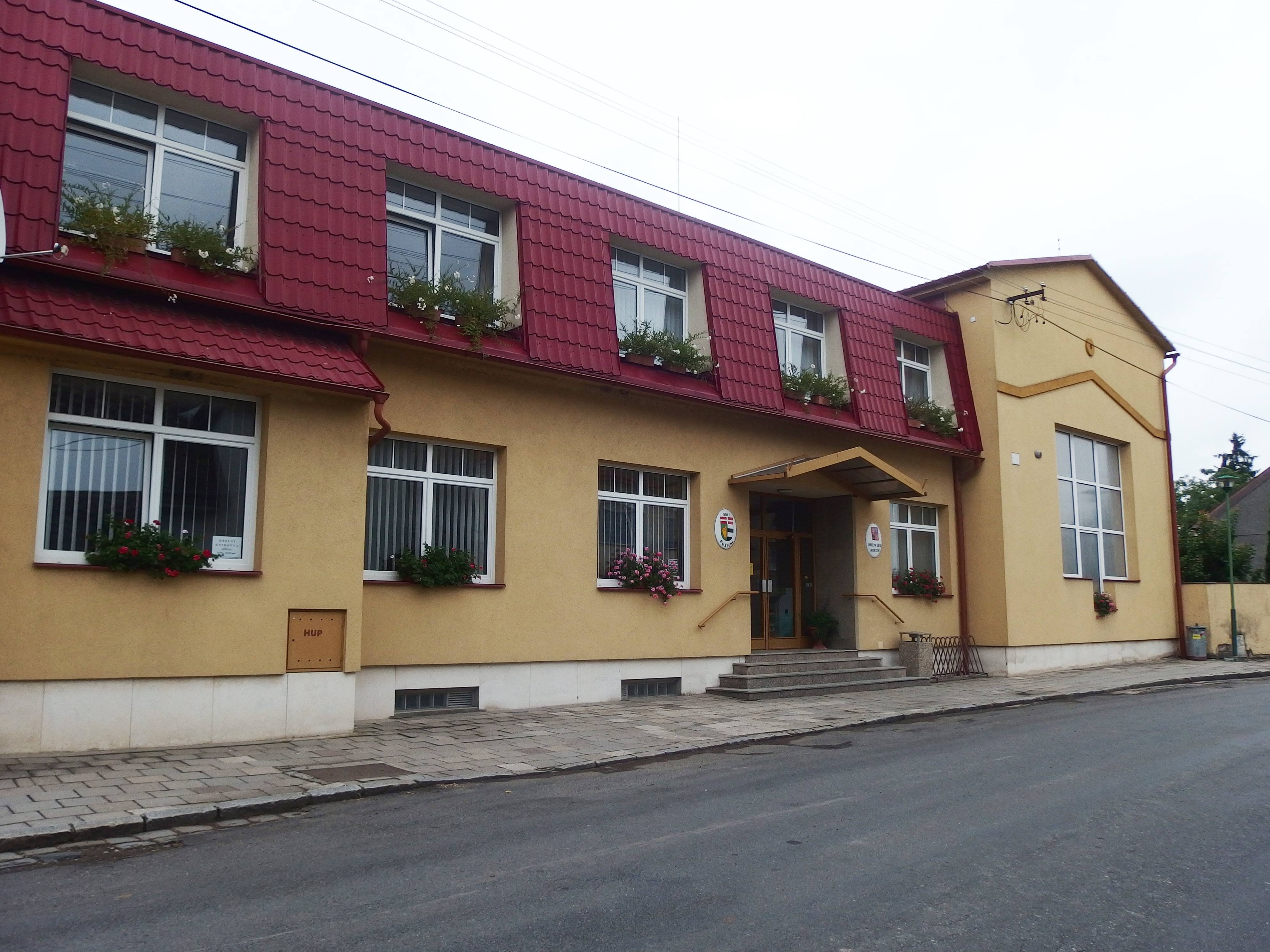
Obecní úřad
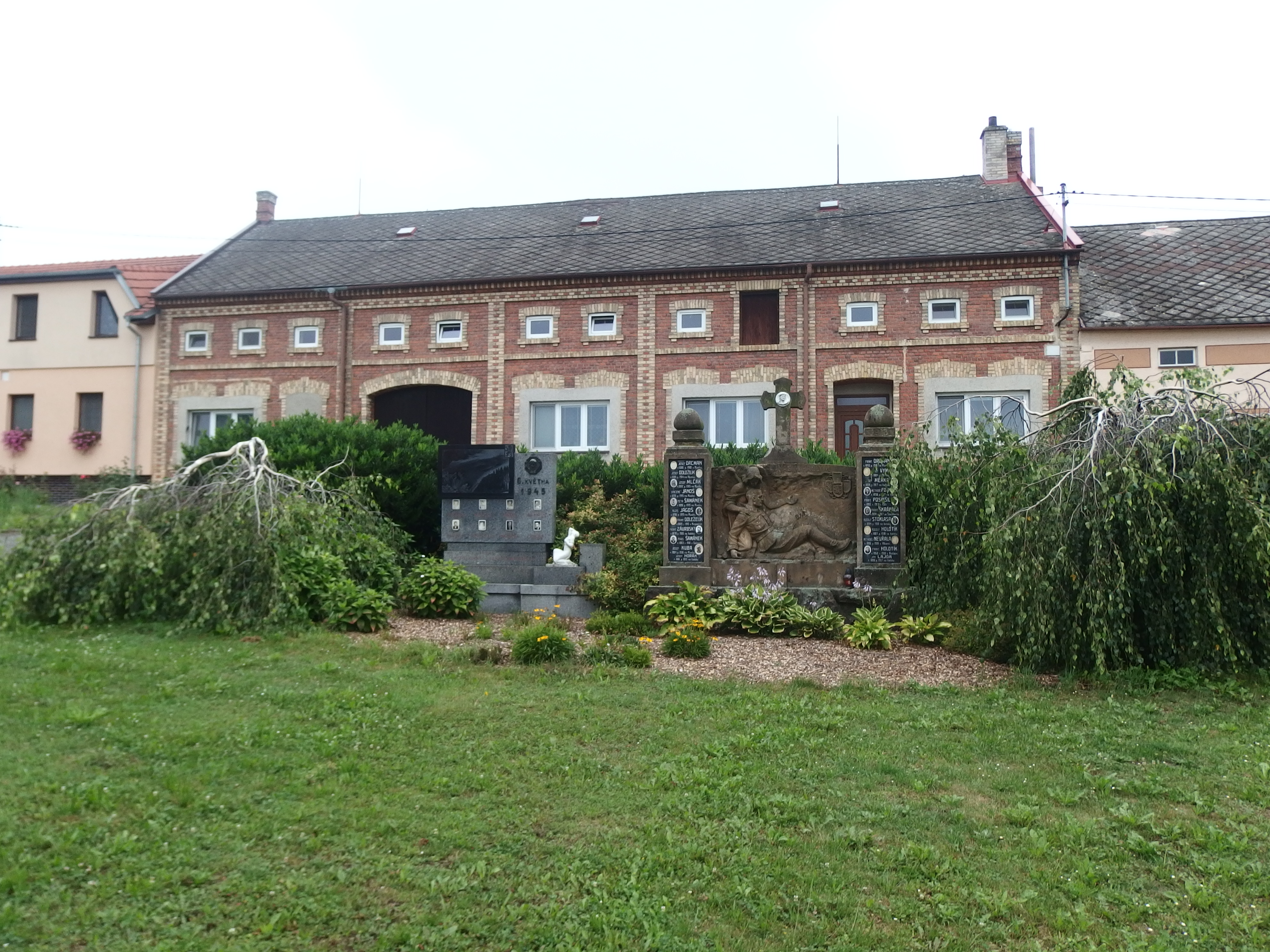
Pomníky obětem obou světových válek na návsi
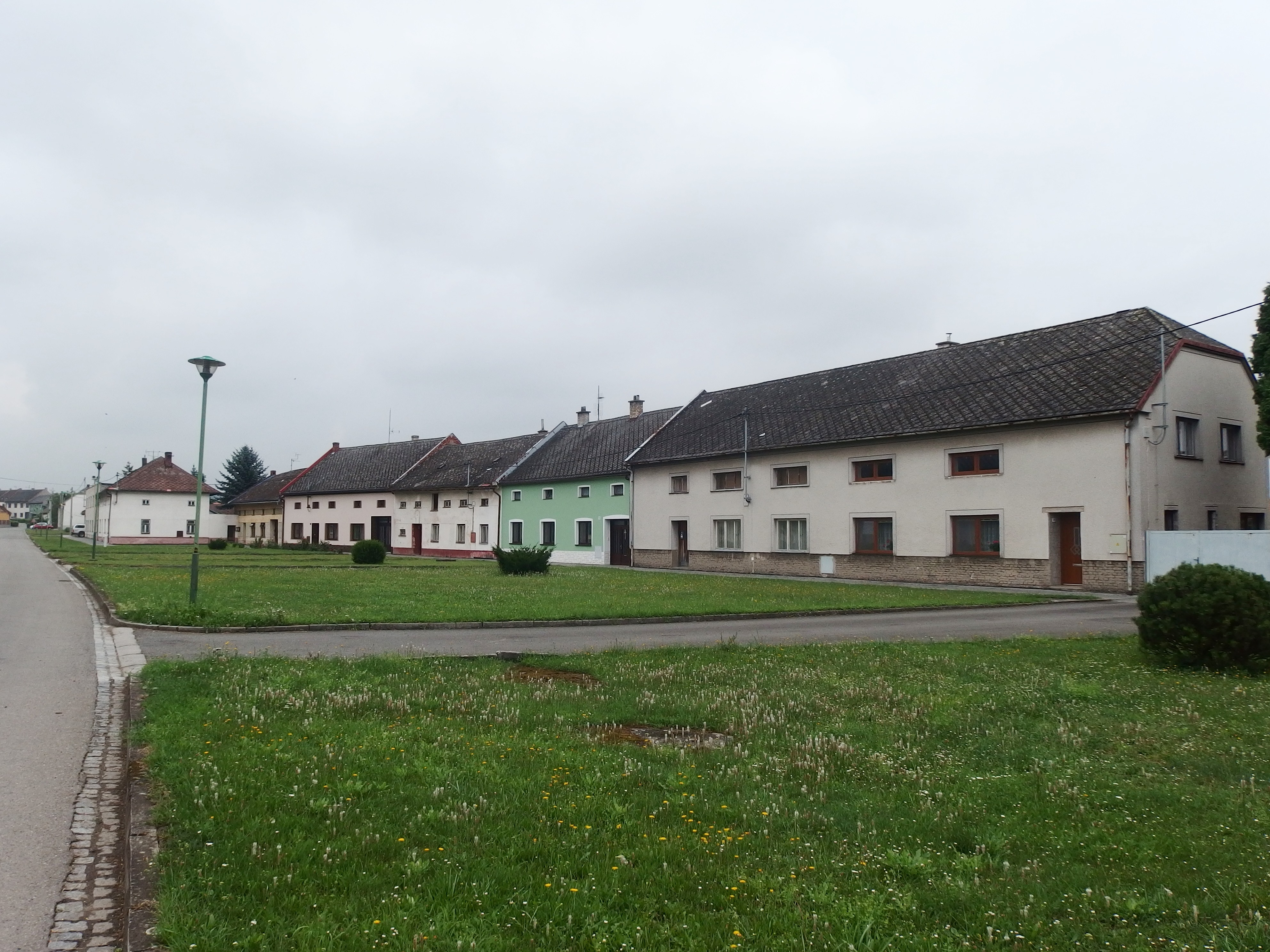
Typická zástavba hanáckých domů